# Ireland Island North
Ireland Island North är en del av en ö i Bermuda (Storbritannien).   Den ligger i parishen Sandys, i den västra delen av landet, 6 km nordväst om huvudstaden Hamilton. Arean är 0,44 kvadratkilometer.
Terrängen på Ireland Island North är mycket platt. Öns högsta punkt är 27 meter över havet.